# Kabinett Hermann Jónasson V

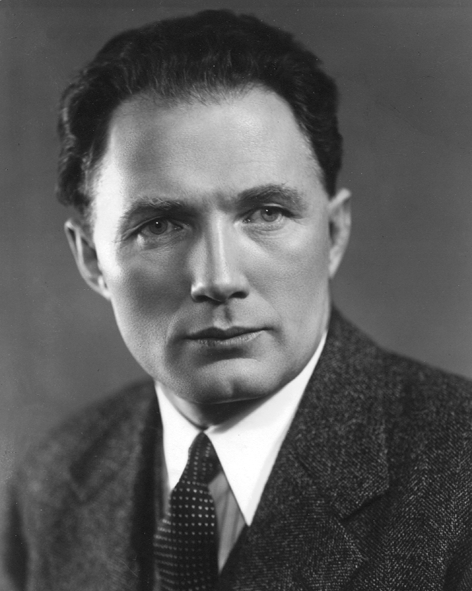
Hermann Jónasson (25 December 1896 – 22 Januari 1976) war von 1934 bis 1942 sowie erneut von 1956 bis 1958 Premierminister von Island

Das Kabinett Hermann Jónasson V war eine Regierung der am 17. Juni 1944 ausgerufenen Demokratischen Republik Island (isländisch Lýðveldið Ísland). Es wurde am 24. Juli 1956 gebildet und löste das Kabinett Ólafur Thors IV ab. Es blieb bis zum 23. Dezember 1958 im Amt, woraufhin es vom Kabinett Emil Jónsson abgelöst wurde. 
Dem Kabinett gehörten Mitglieder der Fortschrittspartei (Framsóknarflokkurinn), der Volksallianz (Alþýðubandalag) sowie der Sozialdemokratischen Partei Islands (Alþýðuflokkurinn) an.

## Regierungsmitglieder
| Amt                                       | Amtsinhaber                                                    | Beginn der Amtszeit                           | Ende der Amtszeit                                 |
| ----------------------------------------- | -------------------------------------------------------------- | --------------------------------------------- | ------------------------------------------------- |
| Premierminister                           | Hermann Jónasson                                               | 24. Juli 1956                                 | 23. Dezember 1958                                 |
| Justizminister und Kirchenminister        | Hermann Jónasson                                               | 24. Juli 1956                                 | 23. Dezember 1958                                 |
| Landwirtschaftsminister                   | Hermann Jónasson                                               | 24. Juli 1956                                 | 23. Dezember 1958                                 |
| Außenminister                             | Guðmundur Í. Guðmundsson Emil Jónsson Guðmundur Í. Guðmundsson | 24. Juli 1956 3. August 1956 17. Oktober 1956 | 3. August 1956 17. Oktober 1956 23. Dezember 1958 |
| Finanzminister und Kommunikationsminister | Eysteinn Jónsson                                               | 24. Juli 1956                                 | 23. Dezember 1958                                 |
| Bildungsminister und Industrieminister    | Gylfi Þ. Gíslason                                              | 24. Juli 1956                                 | 23. Dezember 1958                                 |
| Sozialminister                            | Hannibal Valdimarsson                                          | 24. Juli 1956                                 | 23. Dezember 1958                                 |
| Fischereiminister und Handelsminister     | Lúðvík Jósepsson                                               | 24. Juli 1956                                 | 23. Dezember 1958                                 |